# Daniel Tenenbaum
Daniel Miller Tenenbaum (Rio de Janeiro, 19 aprile 1995) è un calciatore brasiliano, portiere dell'Ironi K. Shmona.

## Palmarès

### Club

#### Competizioni nazionali
- Coppa Toto: 2

Maccabi Tel Aviv: 2017-2018, 2018-2019
- Campionato israeliano: 3

Maccabi Tel Aviv: 2018-2019, 2019-2020, 2023-2024
- Supercoppa d'Israele: 2

Maccabi Tel Aviv: 2019, 2020